# Nomada malayana
Nomada malayana är en biart som beskrevs av Cameron 1909. Nomada malayana ingår i släktet gökbin, och familjen långtungebin. Inga underarter finns listade i Catalogue of Life.